# Philosophie de la libération
Ne doit pas être confondu avec Théologie de la libération.
La Philosophie de la libération ou Philosophie latino-américaine de la libération est un mouvement philosophique apparu au début des années 1970. D'après   Fátima Hurtado López , elle a eu deux foyers précurseurs : l’un au Mexique, avec Leopoldo Zea, l’autre au Pérou,avec Augusto Salazar Bondy (es). Ceci revient à la relier au débat relatif à l’existence d’une philosophie latino-américaine dans les années soixante,. Par contre, selon Scannone, la Philosophie de la libération a effectivement émergé en Argentine, 1971.
Ce courant adopte une position fortement critique vis-à-vis de la philosophie classique qu'elle qualifie d'eurocentrée et d'oppressive, et propose de penser depuis la situation des opprimés et de la périphérie. Pour ce faire, la Philosophie de la libération a élaboré une méthode de relation de l'universel avec le particulier dénommée «analectique» (analéctica).
En 1973 parait le livre Hacia una filosofía de la liberación latinoamericana, qu'on pourrait traduire par « Vers une philosophie de la libération latino-américaine , avec la participation de : Osvaldo Adelmo Ardiles (es), Mario Casalla, Horacio Cerutti Guldberg (es), Carlos Cullen, Enrique Dussel, Rodolfo Kusch (es), Arturo Andrés Roig, Juan Carlos Scannone (es) et Julio De Zan (es).

## Sources bibliographiques
- Dussel, Enrique (1996). Filosofía de la liberación. Bogotá: Nueva América.